# 偶素

质子偶素的示意图

偶素（英語：Onium）是指粒子及其反粒子构成的束缚态，偶素英文命名通常为在构成该偶素的粒子后加后缀-onium。

## 示例
电子偶素（英語：Positronium）是由一个电子和正电子构成的长寿命的亚稳态偶素。电子偶素在20世纪50年代被发现，此后电子偶素被用于研究量子场论中的束缚态。最近发展的非相对论量子电动力学（NRQED）也将电子偶素作为实验平台。
命名方面比较特殊的是缈子素或称缈子偶素，“缈子偶素”（Muonium）是在國際純化學和應用化學聯合會（IUPAC）在现行命名规范普及之前命名的，是由反缈子和电子组成的束缚态，不属于偶素。而理论上应该存在的由缈子和反缈子构成的偶素叫做真缈子偶素（true muonium）以避免混淆。
一个π+介子和一个π−介子可以构成π介子偶素。理论上一对正反质子可以构成质子偶素，但质子偶素的存在尚未证实。这两种偶素对于探索强相互作用具有重要意义。
由同味的重夸克及其反夸克组成的偶素被称为夸克偶素，夸克偶素是一种介子。
由亚原子粒子构成的偶素属于奇异原子，可以和自身或者其他普通元素化合形成分子，例如两个电子偶素可以结合为双电子偶素，一个电子偶素可以和一个氢原子结合成氢化电子偶素。